# Фабіано Родрігес Перейра
Фабіано Родрігес Перейра або просто Фабі (порт.-браз. Fabiano Rodrigues Pereira / Fabi; нар. 15 квітня 2006, Бразилія, Бразилія) — бразильський футболіст, півзахисник львівських «Карпат».

## Життєпис

### Ранні роки
Народився в столиці Бразилії, однойменному місті. Футболом розпочав займатися у «Флуміненсе» (U-13) з Ріо-де-Жанейро. У 2020 році перебрався до «Ботафогу» (U-15)/

### «Ботафогу»
6 вересня 2022 року підписав перший професійний контракт із «Ботафого», який розрахований до 2025 року, за яким сума відступних для переходу в закордонний клуб становила 50 мільйонів доларів США (понад 260 мільйонів реалів).
До переходу до професійної команди, виступав за молодіжну команду Фоґау, де в Лізі Каріока (U-17) 2021 року, він став найкращим бомбардиром команди та змагань, відзначився 14-ма голами у 30-ти матчах.
У 2022 році Фабіано, якому було лише 16 років, мав декілька яскравих досягнень у цьому році, став найкращим бомбардиром і чемпіоном Ліги Каріоки (U-15) і викликаним до юнацької збірної Бразилії своєї вікової категорії.
|  | 2022 рік був дуже важливим у моїй кар'єрі в Ботафого. Я був чемпіоном і найкращим бомбардиром чемпіонату штату (U-15). Потім мене викликали до національної збірної Бразилії. І я здійснив свою мрію і підписав перший професійний контракт. |

Фабіано дебютував на професіональному рівні 22 травня 2024 року в переможному (2:1) поєдинку Кубку Бразилії проти «Віторії», в якому замінив Джефферсона Саваріно. Задовго до матчу Фабіано пообіцяв своєму дідові Амбросіо Роша да Сілва, який помер у квітні 2023 року, що він буде професійно грати за «Ботафого». Свою обіцянку Фабіано виконав, а наприкінці гри в нього на очах навернулися сльози.
Фабіано також зіграв у наступній грі «Фогау», нульовій нічиї проти «Хуніора де Барранкілья», в якому замінив Ярлена в Кубку Лібертадорес.
Фабіано брав участь у виступі «Ботафого» як переможець Кубку Лібертадорес і бразильської Серії A 2024 року.

### «Карпати» (Львів)
11 березня 2025 року підписав 2,5-річний контракт з «Карпатами». Однак «Ботафогу» зберіг частину економічних прав на гравця, прагнучи отримати відсоток від майбутніх продажів.

## Статистика виступів

### Клубна
Станом на 19 June 2024.
| Клуб              | Сезон             | Ліга              | Ліга  | Ліга | Чемп. штату | Чемп. штату | Кубок | Кубок | Конт. кубок | Конт. кубок | Інші  | Інші | Загалом | Загалом |
| Клуб              | Сезон             | Дивізіон          | Матчі | Голи | Матчі       | Голи        | Матчі | Голи  | Матчі       | Голи        | Матчі | Голи | Матчі   | Голи    |
| ----------------- | ----------------- | ----------------- | ----- | ---- | ----------- | ----------- | ----- | ----- | ----------- | ----------- | ----- | ---- | ------- | ------- |
| «Ботафогу»        | 2024              | Серія A           | 1     | 0    | —           | —           | 1     | 0     | 1           | 0           | —     | —    | 3       | 0       |
| Усього за кар'єру | Усього за кар'єру | Усього за кар'єру | 1     | 0    | 0           | 0           | 1     | 0     | 1           | 0           | 0     | 0    | 3       | 0       |

1. ↑  Матч(і) в Кубку Лібертадорес

## Досягнення
«Ботафогу»
- Серія A
  -  Чемпіон (1): 2024

- Кубок Лібертадорес
  -  Чемпіон (1): 2024